# High Frequency Active Auroral Research Program

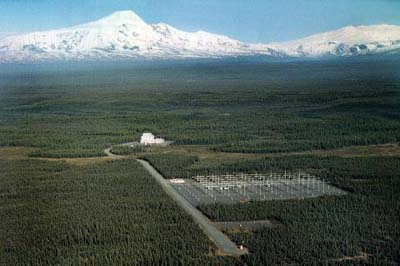
HAARP, in Blickrichtung Mount Sanford, Alaska

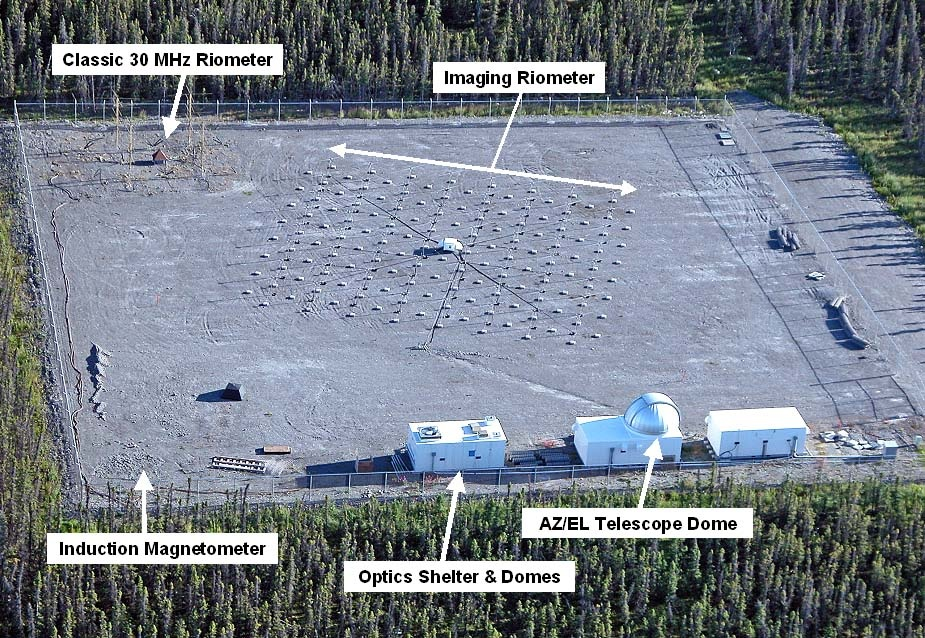
HAARP-Empfangsanlagen zur Ionosphärenbeobachtung

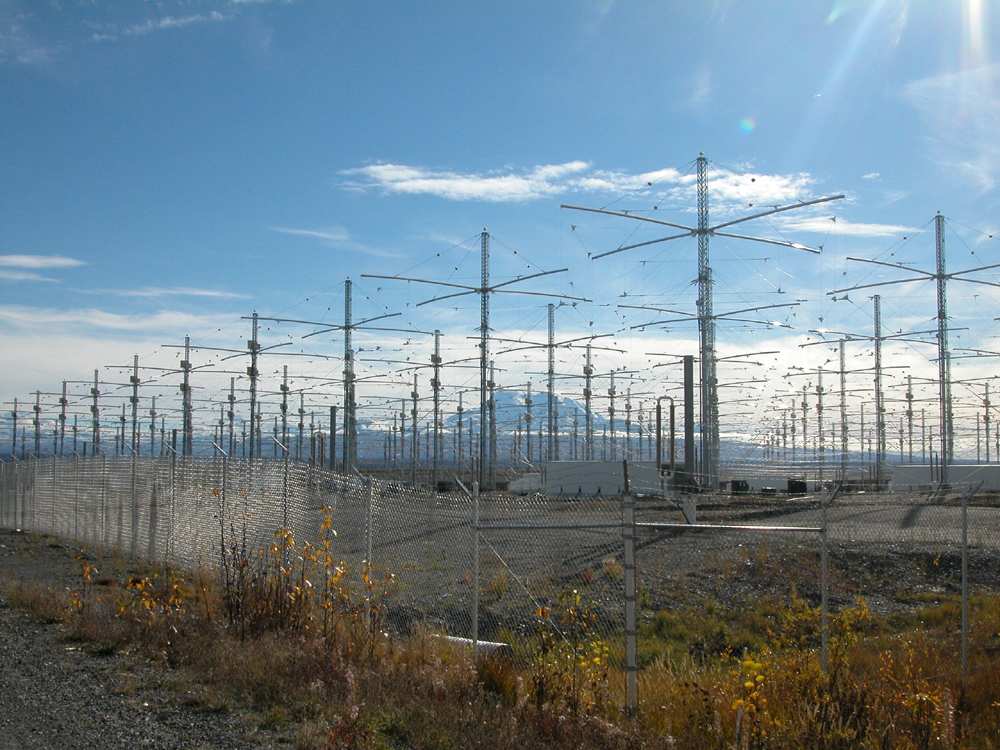
Antennenfeld von HAARP

Das HAARP (englisch High Frequency Active Auroral Research Program – dt. Hochfrequenz-Forschungsprogramm zur Polarlichtaktivität) ist ein US-amerikanisches ziviles (ursprünglich auch militärisches) Forschungsprogramm, bei dem Radiowellen zur Untersuchung der oberen Atmosphäre (insbesondere Ionosphäre) eingesetzt wurden.
Nach letzten Versuchen im Juni 2014 wurde die ursprünglich geplante Stilllegung aufgeschoben und die Anlage im August 2015 an die University of Alaska Fairbanks übergeben. Die Universität vermietet sie an Forscher.
Weiteres Ziel war, Funkwellenausbreitung, Kommunikation und Navigation zu erforschen. Betrieben wird die abgelegene Anlage nordöstlich von Gakona in Alaska von der University of Alaska, der US Air Force und der US Navy. Insgesamt waren 14 Universitäten an der Planung der Anlage beteiligt. Es wurden auch radarastronomische Experimente, wie das Lunar Echo Experiment mit HAARP durchgeführt.
HAARP besitzt eine Sendeleistung von 3,6 MW, welche dauerhaft (CW) abgegeben werden kann. Die berechnete effektive Strahlungsleistung, eine Rechengröße bezogen auf die Achse der Hauptabstrahlrichtung der Antennen, lag im Jahr 2006 bei bis zu 3,16 GW. Dies entspricht einem Leistungspegel von 95 dBW.

## Physikalischer Hintergrund
Die Ionosphäre enthält viele ungebundene, freie Elektronen, die sich schraubenförmig um die Magnetfeldlinien der Erde bewegen können. Falls Frequenz und Drehrichtung einer parallel laufenden, zirkular polarisierten elektromagnetischen Welle mit dieser schraubenförmigen Bewegung der Elektronen übereinstimmen, falls also Zyklotronresonanz vorliegt, wird der Welle Energie zugunsten der kinetischen Energie der Elektronen entzogen. Letztlich führt diese schnellere Elektronenbewegung zu einer Erwärmung der Ionosphäre.
Diese Zyklotronresonanz tritt auf der nördlichen Halbkugel für linkszirkular polarisierte elektromagnetische Wellen im unteren Kurzwellenbereich zwischen 1 MHz und 9 MHz auf.

## Geschichte und Technik
HAARP entstand aus (auch patentierten) Forschungsergebnissen von Bernard Eastlund und Nicholas Christofilos in den 1980er Jahren. Die konkrete Entscheidung, das Projekt zu verwirklichen, wird dem US-Senator Ted Stevens zugeschrieben, der damit militärische Forschungsgelder in seinen Wahlkreis Alaska lenken wollte. Die Gesamtkosten für die Errichtung von HAARP lagen bei 300 Millionen Dollar.
HAARP verfügt über eine leistungsfähige Phased-Array-Kurzwellensendeanlage mit einer Sendeleistung (CW) von 3600 kW. 1993 wurde mit 18 zusammengeschalteten Elementen begonnen, 1998 wurde die Anzahl auf 48 erhöht. 2010 waren 180 Sender betriebsbereit. Die effektive Strahlungsleistung (ERP) lag 1996 bei 84 dBW (250 MW) und 2006 bei ca. 96 dBW (4000 MW). Die einzelnen Sender des Typs Continental Electronics D616G mit jeweils 10 kW maximaler Sendeleistung wurden speziell für dieses Projekt entwickelt. Der nutzbare Frequenzbereich ist 2,8 bis 10 MHz (Kurzwelle); zwei benutzte Frequenzen sind 3,39 MHz und 6,99 MHz. Zur Ionosphärenbeobachtung wird eine Ionosonde und ein Riometer benutzt.
Man hoffte auch, durch die gewonnenen Erkenntnisse (besonders der Verstärkungseffekt) zur Beeinflussung des Elektrojets in der Erdmagnetosphäre ein Mittel zum Abbau einer Ansammlung geladener Teilchen oberhalb der Anlage an der Hand zu haben, die sich nach der Explosion eines nuklearen Sprengsatzes im erdnahen Weltraum bilden und die Funktion von Satelliten unterbinden könnte.

## Ähnliche Forschungsanlagen
Ähnliche Forschungsanlagen befinden sich in mehreren anderen Ländern:
- Norwegen: Projekt EISCAT bei Tromsø (1000 MW effektive Strahlungsleistung) und Spitzbergen
- Peru: Jicamarca Ionospheric Radio Observatory
- Russland: Projekt Sura nahe Nischni Nowgorod (190 MW Effektive Strahlungsleistung)
- USA: das ältere Projekt HIPAS nahe Fairbanks (Alaska) und Arecibo/Puerto Rico

Eine kleinere Anlage befand sich in Lindau (Niedersachsen) beim Max-Planck-Institut für Sonnensystemforschung (früher Aeronomie).

## Verschwörungstheorien
HAARP wird in Verschwörungstheorien als „Geheimprojekt“ bezeichnet und mit weltweit stattfindenden Naturkatastrophen wie Erdbeben, Überschwemmungen und Vulkanausbrüchen in Zusammenhang gebracht. Auch die BBC verbreitete in den 1990ern entsprechende Berichte. Es konnte indes kein kausaler Zusammenhang nachgewiesen werden.

## Rezeption
Am 5. Februar 1998 führte der Unterausschuss für Sicherheit und Abrüstung des Europäischen Parlaments eine Anhörung durch, die unter anderem HAARP behandelte. Einziger Gutachter dieser Anhörung war der Buchautor und Geschäftsmann Nick Begich jr. Dieser vertritt die Meinung, dass die HAARP-Anlage für „geophysikalische Kriegsführung“ genutzt werden könne. Die Anhörung resultierte in einen Entschließungsantrag an das Parlament, in dem Bedauern über die Informationspolitik der USA bezüglich HAARP und der Bedarf nach weiterer unabhängiger Forschung zu den Auswirkungen von HAARP ausgedrückt wird. Das Parlament fasste den Beschluss am 28. Januar 1999.
Die HAARP-Website informierte, dass Betrieb, Forschung und Forschungsergebnisse nicht geheim seien: „The HAARP program is completely unclassified. There are no classified documents pertaining to HAARP.“ Zivile Mitarbeiter der Anlage stammen von mehreren Universitäten oder privaten Firmen, so von UCLA, MIT, University of Alaska, Stanford University, University of Massachusetts, Clemson University, Penn State University, Dartmouth College, University of Tulsa, University of Maryland und der Cornell University. Bilder der Anlage unterliegen keiner Geheimhaltung und es gibt zwei Webcams der HAARP-Anlage und eine Möglichkeit, online die gegenwärtigen Messergebnisse einzusehen und zu speichern. Auch gibt es regelmäßige „Tage der offenen Tür“ und Studenten können für Praktika in der HAARP-Station arbeiten.
Das deutsche Geoforschungszentrum wies darauf hin, dass Radiowellen mit Frequenzen im Mega- und Gigahertzbereich keine Bewegung des Gesteins in der Erdkruste erzeugen und somit auch keine Spannungsänderungen bzw. Erdbeben hervorrufen können.

## Trivia
- Der deutsche Regisseur Thorsten Klein drehte 2011 einen Horrorfilm mit dem Namen Lost Place, der in einer fiktiven HAARP-ähnlichen Anlage im Pfälzerwald spielt. Der Film kam am 19. September 2013 in die deutschen Kinos.
- Die Band Muse veröffentlichte im Jahre 2008 eine Live-DVD mit dem Titel HAARP.
- Der Name der Londoner Metal-Band The HAARP Machine ist eine Anspielung auf die Verschwörungstheorien in Verbindung mit der Forschungseinrichtung.